# Нова Весь (Мінський повіт)
Нова Весь (пол. Nowa Wieś) — село в Польщі, у гміні Добре Мінського повіту Мазовецького воєводства.
Населення — 66 осіб (2011).
У 1975-1998 роках село належало до Седлецького воєводства.

## Демографія
Демографічна структура станом на 31 березня 2011 року:
|          | Загалом | Допрацездатний вік | Працездатний вік | Постпрацездатний вік |
| -------- | ------- | ------------------ | ---------------- | -------------------- |
| Чоловіки | 34      | 8                  | 23               | 3                    |
| Жінки    | 32      | 9                  | 16               | 7                    |
| Разом    | 66      | 17                 | 39               | 10                   |